# Костница Паметник (Цариброд)
Паметник (на сръбски: Паметник) е костница на български и сръбски воини, загинали през Сръбско-българската война.
Разположена е край Цариброд, на хълма Бабина глава, познат и като Нешков връх. Намира се северозападно от града, само на 550 м по въздушна линия. До мястото водят 600 метра пътека и 2 километра автомобилен път, заобикалящ хълма от запад.